# Джинаал (Дискавері)
Джинаал (Jinaal) — п'ятдесят дев'ятий епізод американського телевізійного серіалу «Зоряний шлях: Дискавері» та 3-й у п'ятому четвертому сезоні. Епізод написав Енді Армаганьян, режисери Кайл Ярров та Лорен Вілкінсон. Перший показ відбувся 11 квітня 2024 року.
На Тріллі капітан Бернем, Бук і Калбер повинні пройти небезпечне випробування. Аби довести, що вони гідні наступної підказки. Адіра відновлює зв’язок із Греєм, і перший день Сару як посла ускладнюється його заручинами із Т'Ріною.

## Зміст
На борту USS «Discovery», пришвартованого в штаб-квартирі Федерації, капітана Бернем інформують доктор Г'ю Калбер і Клівленд Букер. Вони не мають більше нічого про Л'ак, але повідомляють Майкл, що Молл народилася на Каллорі-V. Наставник Молл покинув її у віці 8 років, її мати померла, коли їй було 14, вона приєдналася до гільдії кур'єрів у 17 років і відбула щонайменше два терміни у в'язниці Смарагдового ланцюга. З усім, через що вона пройшла, справилася. Букер вважає, що це робить її небезпечною, і хоче піти разом з усіма Трілл. Але оскільки Трілл є федеральним світом, Бернем повинен взяти з собою офіційну команду. Крім того, вона не хоче, щоб особистий зв'язок Букера з Молл не наробив шкоди. Букер стверджує, що він вчиться на своєму особистому виборі, і ця місія допоможе йому повернути собі життя. Бернем обіцяє розглянути це.
Букер виходить із коридору, і доктор Калбер помічає, яку втрату завдала ця місія Бернем. Обидва визнають, що мало спали, і Калбер пропонує Бернем спробувати вулканську медитацію, яка допомогла їй у дитинстві.
Бернем і Калбер заходять до наукової лабораторії, і Тіллі повідомляє, що з огляду на площу поверхні Трілл у п'ятсот мільйонів квадратних кілометрів, наступну підказку буде важко визначити. Аналіз ромуланського трикодера командира Стамеца також ще не дав жодних результатів. Адіра повідомляє, що з допомогою алгоритму дешифрування також не вдалося знайти жодних прихованих повідомлень у ромуланському ревлаві. Однак вони знайшли візерунок, який відповідає плямам на обличчі Трілл на металевому шматку, який Бернем знайшла на Ліреку. Відбиток збігається з Тріллом 24 століття на ім'я Джинаал Бікс. Адіра вважає, що Джинаал був господарем-симбіонтом. Незважаючи на те, що 800-літній симбіонт це незвично, але не чувано. Бернем наказує виїзній команді, що складається з Адіри, Калбера, Букера та себе, зв'язатися з Опікунами та знайти поточного господаря. Тіллі повідомить їх, коли датчики покажуть, що Л'ак і Молл повернулися до Лірека. Бернем йде, щоб зустрітися зі своїм першим офіцером і повідомляє, щоб команда була готова за десять хвилин.
У кімнаті готовності Бернем вітає тепер уже командира Рейнера. Він зазначає, що його квартира менша, ніж у тому, до чого він звик, коли служив капітаном, це мав бути жарт, щоб розтопити прохолодність. Бернем хоче, щоб Рейнер попрацював над його особистими зв'язками із екіпажем, поки вона працює над Тріллі. Рейнер уже прочитав їхні файли і хотів би витрачати свій час на стеження за Л'ак і Молл, але Бернем наполягає на тому, щоб він «розбив лід» і продемонстрував екіпажу, що він підходить для роботи першого офіцера. Бернем і Рейнер заходять на місток, перший знайомить його з екіпажем містка і повідомляє, що зустрінеться з рештою пізніше. Бернем сідає на своє місце і наказує попередити про стрибок до Трілла.
«Дискавері» прибуває на орбіту навколо Тріл, Адіра зізнається Ріно, що радіє знову побачити Ґрея після шести місяців. Вона нервово запитує Ріно, як виглядає. Стамец безтурботно просить Адіру повідомити Ґрею його прихильність. Адіру кличуть на місток. Ріно запитує Стамеца, чи він думає про те ж, що вона. Стамец, надто захоплений своєю роботою, лише згадує, що не в змозі розібратися у безладі чисел перед ним. Насправді Ріно говорить про нервозність Адіри після того, як вона не бачила Ґрея протягом шести місяців. Стамец думає, що Ріно зачіпає сексуальне життя пари, але насправді Джет підозрює проблеми у стосунках, порівнюючи Адіру з ягням, яке прямує на бійню. Стамец вірить, що з ними все буде добре, але не впевнений, чи варто йому хвилюватися. Ріно пояснює, що поки всі подорожують, об'єднуючись і розлучаючись, зрештою у обох все буде гаразд, тому що все має період напіврозпаду. Це спонукає Стамеца задуматися.
На містку лейтенант Крістофер повідомляє, що у дозволі на транспортування до Трілла відмовлено. Страж-11 вітає «Discovery» та повідомляє Бернем, що інформація, яку вони шукають, захищалася століттями. Щоб продовжити, вони повинні відповісти на загадку: «Де четверта точка?» Бернем визнає, що Сі має на увазі вірш із Лірека, четверта строфа якого вказує на Бетазет. Почувши правильну відповідь, Сі повідомляє їм, що симбіонт Бікс все ще живий у поточному тілі Калзара Бікс, який розмовлятиме лише з тими, хто зможе відповісти на цю загадку, і вони перші прийдуть запитати. Команда отримала дозвіл на транспортування до печер Мак'ала, але Сі не має додаткової інформації. З цього моменту Бернем та її команда залишатимуться самі.
У печери Мак'ала прибуває команда, яка знаходить Сі та Грея серед Вартових. Калзара Бікс повідомляє Бернем, що лише оригінальний господар Бікс, Джинаал, може допомогти їй знайти наступну підказку. Калзара пояснює, що Джинаал приєднався до симбіонта Бікс, аби той міг передавати його знання з покоління в покоління, доки не з'явиться хтось гідний. Адіра та Грей пояснюють, що для спілкування необхідний стан, який переносить свідомість Джинаала в інше тіло. Калбер зголосився бути носієм.
У штаб-квартирі Федерації Т'Ріна приносить Сару подарунок для його нового офісу. Вона сподівається полегшити його перехід після того, як «Дискавері» стільки років був його домом. Сару зізнається, що сумує за товаришами по екіпажу, але радий і з нетерпінням чекає першого дня та незабаром виступатиме на засіданні ресурсного комітету. Т'Ріна впевнена, що він гідно виконуватиме свої обов'язки, вони йдуть на зустріч. По дорозі Сару згадує, що фраза «красивий і ерудований капітан Сару» в оголошенні про заручини може вимагати перегляду, і Т'Ріна запевняє його, що її можна видалити.
До них підходить Дувін, якого Т'Ріна знайомить із Сару. Т'Ріна повідомляє Дувіну, що оголошення про заручини матиме одну невелику редакцію. Т'Ріна залишає Сару, щоб підготуватися до першого дня на посаді посла.
На «Дискавері» Тіллі знаходить Рейнера, який переглядає дані датчиків у пошуках слідів корабля Молл і Л'ак. Їй наказали провести Рейнера по кораблю, щоб полегшити знайомство екіпажу, Зора вже стежить за сканерами. Рейнер відповідає — він не дозволяв Тіллі говорити вільно, але пом'якшується і каже, що він може ходити і «потягти резину», що, як він пояснює, є земним виразом для розгубленої Тіллі. Активний екіпаж може звітувати йому кожні п'ять хвилин, поки він продовжує працювати в науковій лабораторії.
На Тріллі Адіра та Грей обіймаються. Адіра хоче побачити квартири Грея або зустрітися з іншими Стажерами після завершення місії. Ґрей погоджується, але вважає, що вони повинні поговорити. Церемонія починається. Ґрей ставить посуд з вогнем в невелику чашу із опаліновою водою, зроблену в структурі скелі. Сі кладе руки на Калбера та Калзару, потім читає ритуальний текст, Вартові схрещують руки на грудях. З точки зору Калбера, слова Сі починають зникати, перетворюючись на відлуння, і Калзара охоплюється сяючим світлом, яке затемнює оточення.
Перенесення Джинаала в тіло Калбера завершено. Джинаал відкриває очі Калбера й запитує, який зараз рік. Бернем вітає Джинаала і відповідає, що це 3191 рік. Джинаал впізнає уніформу Зоряного флоту і каже, що йому подобається те, що вони робили з нею за роки, починаючи з 24 століття. Він розстібає мундир і запитує про Букера, який повідомляє йому, що він «незажежний консультант». Джинаал вражений тим, що вони розгадали вірш і загадку, але він не має наступної підказки. Однак він готовий відвести їх до нього в сусідній каньйон. Бернем повідомляє йому про існування особистих транспортерів, але Джинаал стверджує, що не пам'ятає координат, лише шлях. Крім того, він сумує за прогулянками. Бернем вважає, що у них немає на це часу, але також не має іншого вибору, окрім як слідувати за Джинаалом. Вона наказує Адірі залишитися з Калзарою та тримати комунікації відкритими, перш ніж слідувати за Джинаал разом із Буком. Коли вони виходять із печер, Джинаал, звикаючи до нового тіла, зауважує, що Калбер справді працює над собою.
На засіданні ресурсного комітету один делегат виступає проти обговорюваної зміни політики, оскільки його планеті потрібна нова зоряна база для захисту від ворогуючих фракцій на Бріні. Сару заспокоює його, пропонуючи збільшити кількість патрулів у своєму секторі, на що делегат погоджується. Після голосування перегляд приймається, і делегати роблять перерву. Дувін відводить Сару вбік і запитує, чи Т'Ріна повідомила йому про конфлікти її коаліції з вулканськими пуристами. Він хвилюється, що вони можуть перетворити зауваження Сару на критику світу Ні'Вар. Крім того, той факт, що вона проголосувала так само, як і Сару, може створювати враження, що вона під впливом особистих стосунків і майбутнього шлюбу з ним. Оголошення Т'Ріни про заручини з кимось із іншого світу зараз було б іскрою до бочки з ракетним паливом.
Джинаал веде Бернем та Букера через каньйон, вони запитують його про наступну підказку та доктора Веллека. Чутно гуркіт здалеку, Джинаал пояснює, що це ітронок, хижак чотириногий заввишки близько шести метрів. Каньйони є їхніми мисливськими угіддями, що робить їх ідеальними для приховування підказки. Джинаал попереджає Бернем, що відповіді можуть коштувати їй життя, але Майкл впевнена — що воно того варте. Джинаал пояснює, що 800 років тому президент Федерації таємно зібрав шістьох учених, включаючи себе та доктора Веллека, щоб дослідити повідомлення про Прародителя, знайдене капітаном Пікаром. Роки досліджень привели їх до відкриття в далекому космосі технології, яка вбила одного з їхньої команди. Тому вчені, що залишилися, уклали угоду приховати місце свого відкриття. Вони не могли передати технологію Федерації під час війни Домініону, коли її можна було використати для таких великих руйнувань. Чутно рев ітронока, який вказує на те, що вони набагато ближче, і тому група прискорює темп.
На «Дискавері» Тіллі супроводжує лейтенанта-командира Ріса на його зустріч із Рейнером, який щойно дізнався, що Молл і Л'ак повернулися до Лірека. Тіллі знає про це — Зора вже повідомила. Рейнер наказує Рісу розповісти йому щось про себе, у двадцяти словах або менше. Ріс каже, що він «голова корабля», який любить клас «Кроссфілд» і клас «Конституція» 23-го століття, Рейнер дякує та звільняє його. Доктор Трейсі Поллард каже, що найгіршим, що вона бачила в лікарні, був Байнар із дакаланським хробаком, який поїдав свій синаптичний процесор. Лейтенант-командир Аша розповідає, що її прізвиська були «Повна монополія» та «Майстер блефу», коли вона росла на Баджорі, і вона непереможна в тонго. Лейтенант Лінус каже, що, хоча саврійці розмножуються безстатевим шляхом, вони не зустрічаються зі своїм потомством, оскільки їх виховує спільнота; він сам заклав три кладки. Лейтенант Крістофер повідомляє, що Нільссон подарував йому домашню тваринку, але не треба хвилюватися — її кастровано. Ріно просто скаржиться, що востаннє, коли вона знайомилася, їй дали чіпси. Лейтенант Галло вирішує залишити їхню історію драг-рейсингу на наступний раз.
Тіллі критикує Рейнера за такі короткі зустрічі по тридцять секунд з кожним членом екіпажу, але він запевняє — зустрічі тривають стільки, скільки потрібно. Не задоволена, Тіллі все ж йде, щоб покликати наступного члена екіпажу, командора Овосекун.
У печерах Адіра каже Ґрею — з часом можуть виникнути проблеми, оскільки Молл і Л'ак, ймовірно, мають справжню підказку з Лірека, яка вказує на Трілл. Ґрей визнає, що справи в них обох йдуть чудово, але вони відчувають різницю між собою. Адіра погоджується, і Ґрей пояснює, що раніше вони були пов'язані, але тепер йдуть різними шляхами. Адіра пропонує перенести відносини або взяти відпустку, щоб вони могли проводити більше часу разом, але Ґрей не хотів би цього. Так само як Адіра не хотіла б, щоб Ґрей відмовився від опіки над ними. Грей пропонує змінити природу їхніх стосунків, але Адіра не вірить, що вони можуть зробити це іншим шляхом. Вони погоджуються розлучитися, але завжди залишаються поруч один з одним.
У каньйоні Джинаал відмовляється сказати Бернем місцезнаходження технології Прародителів. Самі підказки були створені, щоб технологію міг знайти гідний шукач у той час, коли види розвинулися достатньо, щоб використовувати її лише в мирних цілях. Букер каже, що це справді час миру, а менш впевнена Бернем лише додає, що Федерацією керує бажання творити добро. Джинаал скептично ставиться до того, але Бернем заперечує — треба вірити, що добро переважує зло, інакше вони б не залишили жодних підказок. Букер помічає поруч труп тварини, яку Джинаал ідентифікує як іну-хижака, здобич ітронока. Це означає, що вони ближче, ніж вважалося раніше. Бернем і Букер матеріалізують свої фазери й йдуть далі.
Увечері Джинаал привів Бернем до групи скель. Вони містять підказку у відділенні з отвором прямо під різьбленням. Бернем активує голографічний дисплей, щоб збільшити різьблення, і зіставляє його зі схемою, знайденою в журналі Веллека. Вона прямує до скель, але на її шляху приземляється частково видимий ітронок. Збентежена Бернем вірить, що вони можуть маскуватися, але Джинаал пояснює — істори контролюють заломлення світла. Ітронок починає метати вибухові колючки, і група ховається за скелею. Джинаал пояснює — коли ітронок схвильований, він не відступає, і сьогодні ввечері вони не зможуть отримати підказку. Джинаал відступає.
Букер намагається емпатично поспілкуватися з ітроноком, але його блокують. Тоді вони з Бернем погоджуються на «план Б», коли Букер біжить, щоб відволікти ітронока, поки Бернем транспортується до скель. Букер збивається з ніг одним із вибухів колючок і транспортується в безпечну точку огляду, поки Бернем розглядає різьблення. Загубивши інтонока, Букер радить Бернем поспішити, доки прийде інший. Він транспортує її до місця розташування та штовхає з шляху, лише вдаряючи колючкою по висіченим скелям, хоча при цьому друга колючка пронизує ногу. Бернем допомагає Букеру шкутильгати, щоб укритися.
На «Дискавері» Рейнер вголос запитує, що Молл і Л'ак уже знайшли вірш на Ліреку. Стамец заходить і вважає, що зламав дані на ромуланському трикодері. Тепер він порахував період напіврозпаду, оскільки технологія Прародителя налічує кілька мільярдів років і містить кілька розпадів ізотопів. З того, що він розуміє, Стамец вважає, що цю технологію можна використовувати для створення форм життя, прискорення еволюції, зміни екосистем і потенційної реанімації мертвих організмів. Рейнер усвідомлює, наскільки небезпечно все це у чужих руках, але Стамец у захваті від потенційної користі відкриття, яке може затьмарити споровий рух.
Рейнер намагається повернутися до своїх сканувань Молл і Л'ак, але розлючена Тіллі вимагає знати, чому він перебив Стамеца. Рейнер прямо каже їй, що він отримав необхідну інформацію і готовий перейти до наступного члена екіпажу. Не маючи дозволу говорити вільно, Тіллі вирішує дозволити сама собі. Вона не може зрозуміти, що Бернем бачить у Рейнері, і пропонує свої власні «двадцять слів», звинувачуючи його в тому, що він приховує труднощі свого пониження, зупиняючись, коли розуміє, що вона досягла двадцяти слів.
В офісі Сару Т'Ріна підтверджує, що їхні заручини буде оголошено протягом кількох годин, у нареченого є можливість відкласти. Він намагається виправдати відкладення заяви, яка може спричинити тиск під час напруженого для них обох часу. Т'Ріна розуміє це й приходить до висновку, що це Дувін переконав його; вона заявляє, що не потребує доглядача, щоб захистити її від викликів вулканських пуристів. Потім її викликають для роботи з президентом Ріллак.
На Тріллі Бернем вириває голку інтонока з ноги Букера, використовуючи дермальний регенератор, щоб зупинити кровотечу. Букер помічає яйця інтонока у віддаленій купі каменю — хижак щойно захищав дитинчат. Вони готуються до висхідної точки і повертаються пізніше за підказкою. Однак мінерали в скелі заважають транспорту. Бернем вирішує висловити повагу інтоноку, вийшовши з укриття та дематеріалізувавши свій фазер, щоб не здаватися загрозою. Букеру вдалося повідомити, що вони вибачаються та покинуть місця гніздування істот. Два інтонока декамуфлюються і дозволяють Бернему та Букеру пройти, хоча їм все ще потрібно знайти спосіб дістатися до підказки.
Бернем глузує, побачивши відстороненого Джинаала, який лежить на скелі та споглядає на зірки. Майкл запитує, чому Джинаал навмисно вивів їх на гніздо інтоноків із витягнутими фазерами. Джинаал пояснює, що йому потрібно знати, що вони робитимуть, коли стикаються з абсолютно іншою формою життя — домовляються чи розглядають її як ворога? Зв'язок життєво важливий для тих, хто володіє технологією Прародителя, стверджує він, видаляючи кілька каменів, щоб відкрити наступну підказку. Джинаал підтверджує свою віру у потенціал доброти в усіх істотах і передає наступну підказку Бернем. Коли Букер запитує, Джинаал підтверджує, що дозволив би їм померти, якби вони виявилися негідними.
Сару вловив момент з Т'Ріною і зізнається, що відчуває незручність після їхньої останньої розмови. Він просить вибачення, незважаючи на все. Вона погоджується і відкладає цю справу в минуле, на подив Сару. Т'Ріна вважає, що конфлікт є природним і його не варто боятися. Вона запевняє Сару, що їм нема чого приховувати. Сару хотів би оголосити якнайшвидше рішення та обіцяє стояти поруч з Т'Ріною, разом протистоячи будь-яким труднощам.
Повернувшись у Печери Мак'ала, Сі припиняє дію злучення, і Калбер повертається до контролю над своїм тілом. Калзара висловлює вдячність від Джинаала за додаткове життя, яке подарував йому Калбер. Калбер не може знайти слів для цього досвіду. Бернем попереджає Сі, що небезпечні Молл і Л'ак, ймовірно, вже на шляху, і пропонує призначити групу безпеки для захисту. Сі запевняє її, що в цьому немає потреби, оскільки охорона Трілл може впоратися з ними. Калбер і Букер прямують до лікарні, Майкл каже Адірі, що вона побачить їх на борту корабля, перш ніж сама підніметься на борт.
У барі «Дискавері» Рейнер наздоганяє Тіллі, коли вона насолоджується келихом. Він пояснює, що лідерство та дружба різні, а професійна дистанція зберігає цю різницю чіткою. Його команда це розуміла, і він мав з ними взаємну довіру. Тіллі вважає — краще якби команда подумала, що він піклується про них. Тіллі стверджує, що аналізувати екіпаж — це не те саме, що спілкуватися чи виявляти повагу, і обидва погоджуються, що повагу потрібно заслужити.
Бернем повідомляє Калберу, що вони готуються стрибнути до координат наступної підказки, у просторі Зенгеті, для чого спочатку потрібно отримати дозвіл дипломатів. Калбер запитує, як він взагалі може почати пояснювати наявність іншої свідомості всередині себе. Це нагадує йому про його бабусю-лікарку, яка наповнила свій дім релігійними символами як нагадування, що не все потребує відповіді. Калбер не впевнений, що він може прийняти таку відсутність відповідей. Майкл думає, що завдяки подорожі за технологією Прародителів, якнайближче вони зможуть наблизитися до істот, які створили життя, можливо, вони обоє знайдуть відповіді.
У печерах Мак'ала Ґрей виголошує промову на похоронах Калзари про життя симбіонта, яке змінювалося його господарями протягом століть, і кожен із них теж змінювався. Одночасно Букер розмірковує про свої стосунки з Молл, Т'Ріна допомагає Сару в його ботаніці, Калбер розмірковує про свій досвід злиття, Рейнер спостерігає за легкістю спілкування Тіллі із екіпажем, Стамец додає нову підказку до карти Веллека, а Бернем займається вулканською медитацією. Ґрей приходить до висновку, що зв'язки між людьми приведуть їх до сенсу їхнього життя, і бере Адіру за руку.
Після завершення церемонії Сі молиться і випускає симбіонта Бікс у воду. Вартові та Адіра обмінюються обіймами. Один «Охоронець» із капюшоном користується нагодою, щоб посадити маленький пристрій на рукав Адіри, який швидко зникає. Все ще ховаючи обличчя під капюшоном, Молл тихо виходить.

## Сприйняття та відгуки
Станом на січень 2025 року на сайті «IMDb» серія отримала 5.8 бала підтримки з можливих 10 при 1546 голосах користувачів.
В огляді для «Den of Geek» Лейсі Богер відзначила: «Після двох епізодів, які значною мірою схилялися до пригодницької атмосфери полювання за скарбами, „Star Trek: Discovery“ повертається до того, що вміє найкраще — розмови про почуття (найкраще, звичайно, в цьому контексті поняття відносне). Якщо ви вважаєте тенденцію „Дискавері“ до того, щоб її персонажі словесно вирішували кожен конфлікт у стосунках і моральні труднощі, з якими вони стикаються, є свіжою ознакою зрілості для франшизи, то тут вам є чим насолодитися. Якщо ви вважаєте, що всі ці розмови та саморефлексія — це марна трата часу… Що ж, тоді думайте — куди поділися швидкісні погоні на піску та бої безпілотників?»
Для «Реактора» Кейт ДеКандідо зазначено: «Якщо були хоч якісь сумніви в тому, що п'ятий сезон „Discovery“ — це квест на зразок рольової гри, „Джинаал“ розвіює ці сумніви цілком. У нас точно є ціль, яку герої досягнуть завдяки кмітливості, проходженню крізь пастки, розгадуванню загадок і подібне. І це весело. „Трек“ раніше не створював такої простої оповіді в ігровому стилі — звичайно, не в такому масштабі. Ви практично можете почути, як кидаються кубики з кожною сценою».
В огляді «Screen Rant» зазначалося: «Закінчення 3 епізоду 5-го сезону „Зоряний шлях: Дискавері“ не веде безпосередньо до наступного пункту призначення USS „Discovery“ після того, як вони покидають Трілл. Капітан Бернем сказала доктору Калберу, що ключ, який дав їм Джинаал, аналізується, але він веде до іншої зоряної системи. Однак „Дискавері“ заважає тяганина, поки дипломати з'ясовують законність входу в систему».

## Знімались
| Актор               | Роль           |
| ------------------- | -------------- |
| Сонеква Мартін-Грін | Майкл Бернем   |
| Даг Джонс           | Сару           |
| Ентоні Репп         | Пол Стамец     |
| Мері Вайзман        | Сільвія Тіллі  |
| Вілсон Круз         | Гаг Калбер     |
| Блу дель Барріо     | Адіра          |
| Каллум Кіт Ренні    | Рейнер         |
| Тіґ Нотаро          | Джет Рено      |
| Девід Аджала        | Клівленд Букер |
| Аннабель Волліс     | Зора           |
| Тара Рослінг        | Т'Ріна         |
| Ів Гарлов           | Мелінн         |
| Іен Александер      | Грей Тал       |
| Патрік Квок-Чун     | Джен Ріс       |
| Орвілл Каммінгс     | Крістофер      |
| Девід Томлінсон     | Лінус          |
| Вікторія Савал      | Ная            |
| Наталі Ліконті      | Галло          |